# Niebla (Chile)
Niebla – miasto w Chile, w regionie Los Ríos, w prowincji Valdivia, nad Oceanem Spokojnym.